# Jagdstaffel 10
A Jagdstaffel 10, conhecida também por Jasta 10, foi um esquadra de aeronaves da Luftstreitkräfte, o braço aéreo das forças armadas alemãs durante a Primeira Guerra Mundial. Criada a 28 de Setembro de 1916, abateu 118 aeronaves inimigas e 33 balões inimigos, e por sua vez perdeu 20 pilotos em combates aéreos, um em acidente aéreo, dez feridos em combate e quatro feitos prisioneiros de guerra.

## Aeronaves
- Halberstadt
- Albatros D.II
- Albatros D.V
- Pfalz D.III
- Fokker D.VII
- Fokker DR.I